# Montforter Zwischentöne
Montforter Zwischentöne (letterlijk: Tussentonen van Montfort) is een hedendaags festival voor kunst, wetenschap en dialoog in Feldkirch, Vorarlberg (Oostenrijk). Het is opgericht in 2015.

## Geschiedenis
Het festival Montforter Zwischentöne werd in 2015 door de stad Feldkirch opgericht ter gelegenheid van de opening van het nieuw gebouwde Montforthaus Feldkirch. Voor de oprichting van het festival was een gelijknamige vereniging opgericht. Het festival wordt gesponsord door de desbetreffende vereniging, gefinancierd door de stad Feldkirch en de deelstaat Vorarlberg.
De eerste editie (2015) heette "Anfangen: über das Beginnen" ("Starten: over het beginnen").

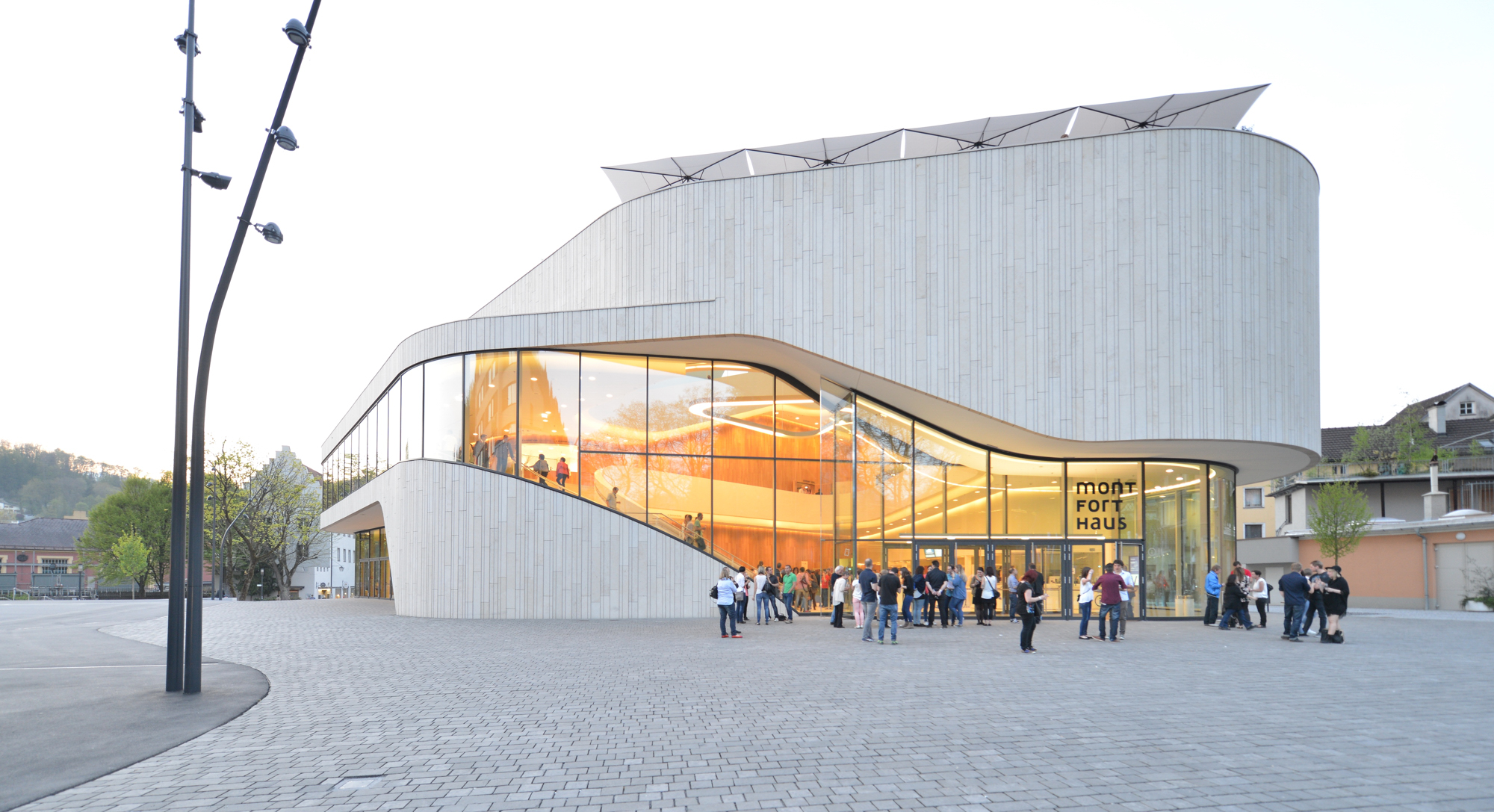
Het Montforthaus in Feldkirch

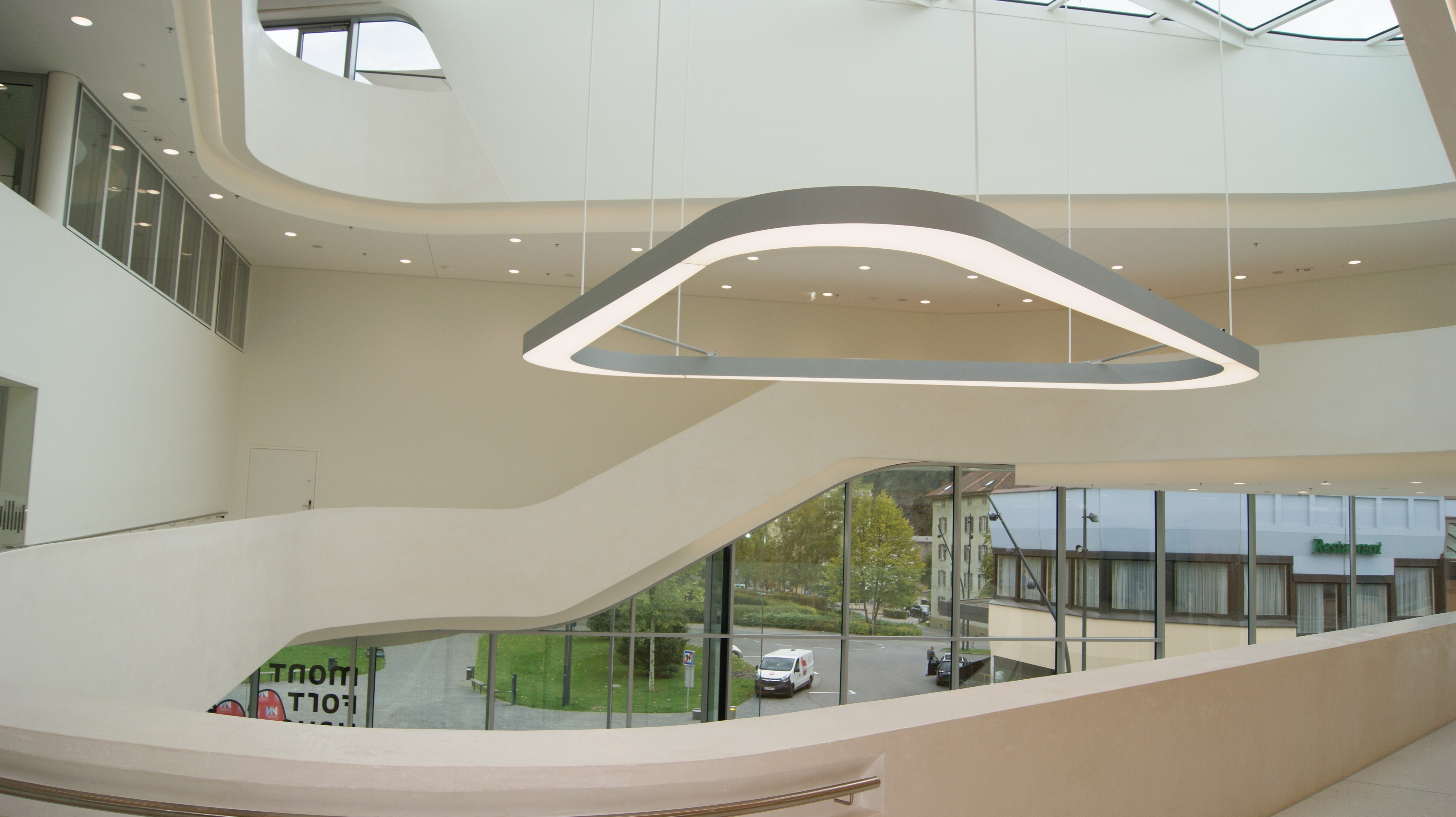
Binnen het Montforthaus

## Programma en inhoud
Montforter Zwischentöne vindt drie weekenden per jaar plaats. Elke reeks evenementen draait om een bepaald onderwerp door middel van artistieke en dramaturgische interpretaties van de alledaagse cultuur. Daarbij omvat het festival vele genres en vakgebieden zoals muziek, architectuur, poëzie, design, wetenschap en dans.
Het festival behandelt vraagstukken van sociale en persoonlijke ontwikkeling ter plaatse en geeft een impuls aan stedelijke en regionale ontwikkeling in samenwerking met de ruimtelijke planning van stad en land. De Montforter Zwischentöne fungeren als een modellaboratorium voor nieuwe formaten met thematische oriëntatie ingebed in een regionale context. Het concept van het festival is om verder te gaan dan de cultuur van representatie en genreoriëntatie.
Naast het constante proces van het herdefiniëren van vormen en formaten, is een belangrijk principe van de Montforter Zwischentöne geleefde duurzaamheid. Grote reizende producties worden vermeden, artiesten worden aangemoedigd om voor langere tijd te blijven (artists in residence) in plaats van een avondvoorstelling en er is regionale catering.
De twee artistiek leiders Hans-Joachim Gögl en Folkert Uhde zijn verantwoordelijk voor de basisdramaturgische conceptie en het overgrote deel van de formatontwikkelingen.

Michael Stallknecht (NZZ, 24 februari 2017) vat het concept van het festival als volgt samen:

"De "Montforter Zwischentöne" in Feldkirch zijn een kijkje in de toekomst van muziekfestivals en geven een nieuwe betekenis aan het begrip festival."

#### Wedstrijd en prijs
De zogenaamde Hugo (“Hugo – Internationaler Wettbewerb für neue Konzertformate”) is een internationale studentencompetitie voor nieuwe concertformaten van de Montforter Zwischentöne. Het is een platform voor experiment en reflectie. De achtergrond van de wedstrijd is om studenten procesmatig in staat te stellen om te gaan met nieuwe concertvormen. De artistiek directeuren van de Montforter Zwischenentöne ontwerpen workshops, coachingsfasen en een publiek feedbackproces met gerenommeerde experts. De wedstrijdspecificaties zijn een jaarlijks wisselend thema, een duidelijk afgebakende speellocatie en de duur van het concert. Het winnende team wint de professionele uitvoering van het concertontwerp als onderdeel van het festival.
De prijs is vernoemd naar de minstreel Hugo von Montfort, 1357-1423, de eerste musicus in de regio Vorarlberg, wiens werk tot op de dag van vandaag bekend is.